# Años 30
Los años 30 o década del 30 empezó el 1 de enero del 30 y terminó el 31 de diciembre del 39.

## Acontecimientos
- 6 de abril de  31: Jesús es crucificado luego de ser arrestado y entregado a las autoridades romanas bajo la acusación de haberse manifestado como Hijo de Dios (La exactitud de la fecha depende de las fuentes).
- 9 de abril de 31: Jesús resucita y asciende al cielo 40 días después.
- 33: Crisis financiera en Roma debido a malas políticas fiscales. Muchas familias aristócratas arruinadas.
- 16 de marzo de  37: Tiberio es asesinado.
- 18 de marzo de  37: Calígula es proclamado emperador de Roma.
- 9 de abril de  37: Terremoto arrasa Antioquía.

## Nacimientos
- 30: Nace Nerva.
- 32: Nace Otón.
- 37: Nace Nerón.
- 39: Nace Tito.

## Personas destacadas
- Jesús de Nazaret, fundador del cristianismo.
- Guangwu, emperador de China.
- Tiberio Julio César, emperador romano.
- San Pedro, apóstol y primer obispo de Roma.
- Cayo Julio César Augusto Germánico (Calígula), emperador romano.